# Варјачић
Презиме Варјачић је савремено српско и хрватско презиме које има и хронолошке потврде: забележено је у Бихаћу 1493, Шибенику 1672. (у романизованом облику Vargliacish) и Беочину 1855. године.
Данас је заступљено у Србији у насељима: Драгобраћа, Ђурисело, Грошница и Крагујевац (крсна слава Св. Ђорђе) где се сматрају старинцима, присутно и у Београду.
У Хрватској најбројније око Ђурманеца, Крапине, Преграде, Подбрезовице крај Преграде, Загреба, Језеришћа крај Преграде, Чазме, Бјеловара и Доњег Михољца. У Хрватској данас живи око 400 Варјачића.
Савремено је презиме у Сарајеву.
Облик Варјача је савремено презиме у Бањалуци. Једнако је са именицом варјача (кашика за мешање при кувању), те га по својој семантици можемо сматрати „кулинарским."
Познати Варјачићи: Људевит Варјачић (1852-1926) хрватски писац; Жига Варјачић (1862-1905) хрватски глумац и оперски певач; Бранко Варјачић (1850-) хрватски економиста; Миленко Варјачић српски бригадни генерал - заменик старешине Соколске жупе Цетиње; Божана Прпић Варјачић српски народни херој.
О пореклу презимена Варјачић у Србији нема поузданих података, сматра се да је настало 1804. године при формирању насеља Драгобраћа, када су његови оснивачи који су дошли из ивањичког села Ерчеге узели ово презиме по засеоку Варјаче из ког су дошли у Драгобраћу.